# Dmitry Yazov
Dmitry Timofeyevich Yazov, em russo: Дми́трий Тимофе́евич Я́зов; (Lyebyezhye, 8 de novembro de 1924  – Moscou, 25 de fevereiro de 2020) foi um Marechal da União Soviética e veterano da Grande Guerra Patriótica. Yazov serviu como Ministro da Defesa de 1987 até ser preso por sua participação na tentativa de golpe de Estado na União Soviética em 1991, ocorrido quatro meses antes da dissolução da União Soviética. Ele foi a última pessoa nomeada ao posto de Marechal da União Soviética, em 28 de abril de 1990, sendo também o único marechal nascido na Sibéria. Na época de sua morte, em 25 de fevereiro de 2020, era o último marechal soviético ainda vivo.

## Início de vida
Yazov nasceu na vila de Yazovo (chamada Lyebyezhye na época de seu nascimento), no Volost de Krestinsky, distrito de Kalachinsky, Oblast de Omsk. Ele era filho de Timofey Yakovlevich Yazov (falecido em 1933) e Maria Fedoseevna Yazova, que eram camponeses. A família tinha quatro filhos.

## Carreira

### Segunda Guerra Mundial

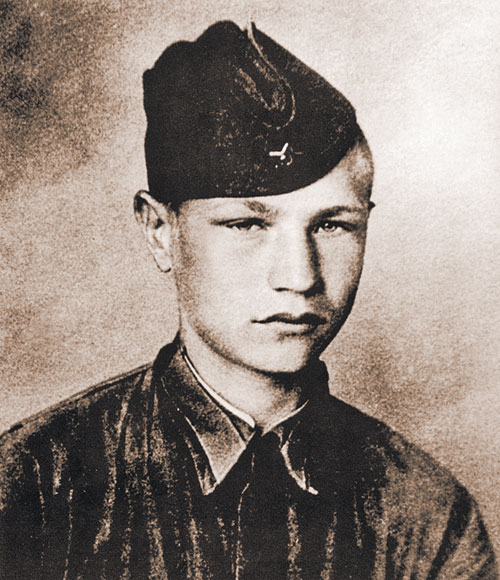
Yazov em 1941

Yazov alistou-se voluntariamente no Exército Vermelho em novembro de 1941, aos 17 anos, sem ter tempo de terminar o ensino médio. Ao se alistar, ele alegou ter nascido em 1923, um ano antes de sua data de nascimento real. Ele foi matriculado no curso da Escola Superior de Comando Militar de Moscou (evacuada devido à Batalha de Moscou para Novosibirsk, de 2 de novembro de 1941 a 28 de janeiro de 1942) e se formou em junho de 1942. Ele recebeu o diploma de conclusão do ensino médio apenas em 1953, já sendo major.
A partir de agosto de 1942, ele lutou nas frentes de Volkhov e Leningrado como comandante de um pelotão de infantaria, comandante de uma companhia de infantaria e comandante de pelotão dos cursos de linha de frente dos subtenentes do 483.º Regimento de Infantaria da 177.ª Divisão de Infantaria da Frente de Leningrado. Participou das batalhas do Cerco a Leningrado, das operações ofensivas das tropas soviéticas nos Países Bálticos e do bloqueio do Bolsão da Curlândia. Em 1944, filiou-se ao Partido Comunista da União Soviética.

### Carreira militar do pós-guerra

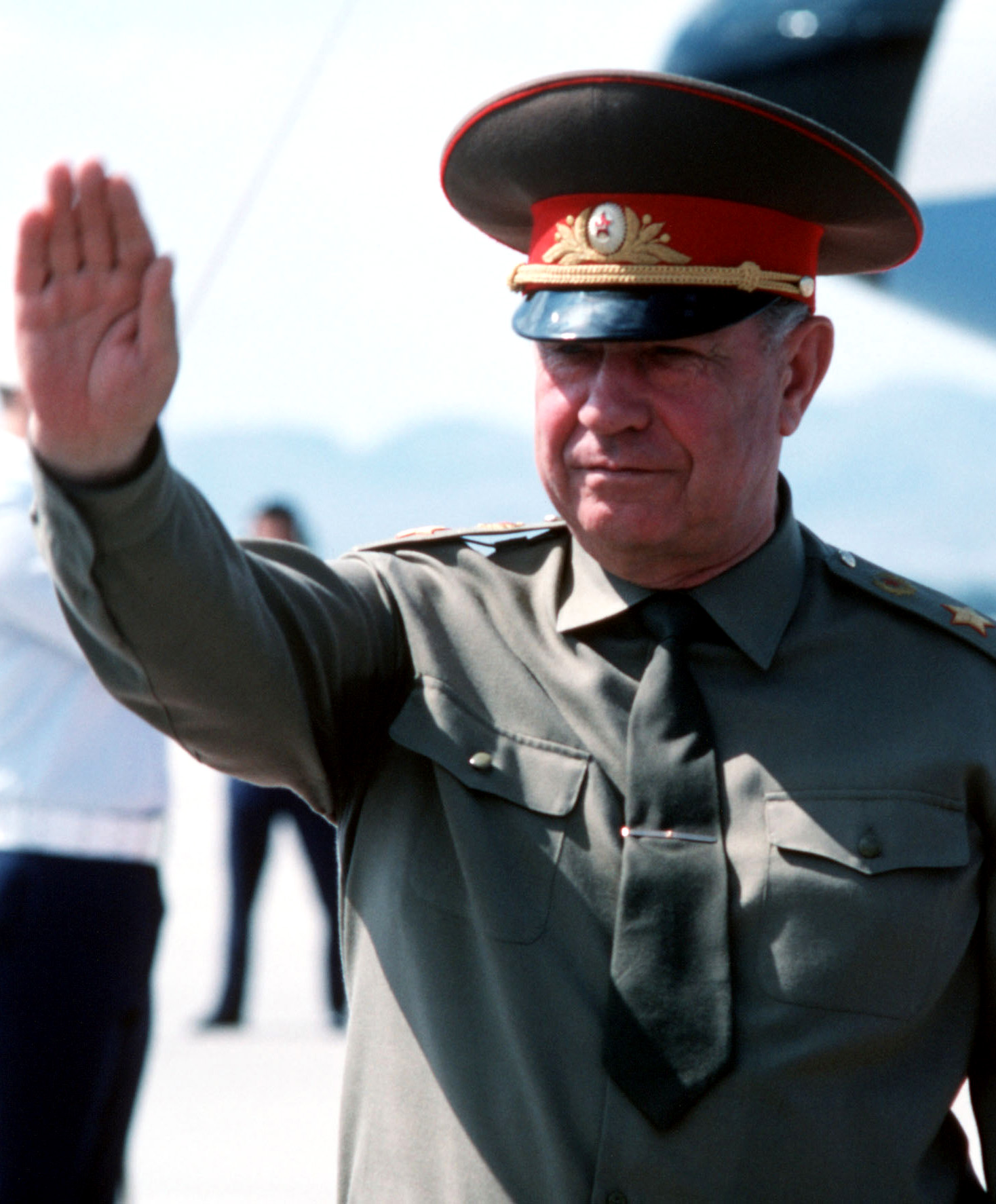
Ministro da Defesa Dmitry Yazov durante uma visita aos Estados Unidos em 1989

Em 1962, Yazov comandou as forças terrestres soviéticas na província de Oriente, em Cuba, durante a Crise dos Mísseis de Cuba, onde trabalhou pessoalmente com o ministro da Defesa cubano Raúl Castro. A unidade, sediada na Base Aérea de Holguín, recebeu ordens para atacar a Base Naval da Baía de Guantánamo com mísseis nucleares KS-1 Komet caso a guerra com os Estados Unidos começasse.
Entre 1971 e 1973, comandou o 32.º Corpo do Exército na região da Crimeia, no Distrito Militar de Odessa. Entre 1979 e 1980, Yazov foi comandante do Grupo Central de Forças na Checoslováquia. Ele comandava o Distrito Militar do Extremo Oriente no verão do hemisfério norte de 1986, quando, de acordo com a revista Time, causou uma impressão favorável no secretário-geral Mikhail Gorbatchov, o que levou a promoções posteriores. Ele foi nomeado ministro da Defesa soviético em 30 de maio de 1987, depois que o marechal Sergei Sokolov foi demitido como resultado do incidente Mathias Rust dois dias antes. De junho de 1987 a julho de 1990, Yazov foi membro candidato do Politburo. Ele foi uma figura importante no Janeiro Negro. Yazov foi responsável pelo envio de unidades de comando da OMON soviéticas para a Letônia e a Lituânia no início de 1991. Durante o golpe de agosto de 1991, Yazov foi membro do Comitê Estatal sobre o Estado de Emergência. Por apoiar o GKChP, o governo de Valentin Pavlov foi destituído e, consequentemente, Yazov perdeu o cargo de Ministro da Defesa.
Na manhã de 22 de agosto, antes do primeiro interrogatório, Yazov dirigiu-se a Gorbatchov com uma mensagem gravada em vídeo na qual lia uma carta e se autodenominava um “velho tolo”, lamentava ter participado dessa “aventura” e pedia perdão ao presidente da URSS. Vinte anos após esses eventos, o ex-ministro da Defesa afirmou que não se lembrava do que havia dito, pois não dormiu durante um dia inteiro. E apontou o jornalista Vladimir Molchanov como o autor dessa carta e do vídeo. Em suas memórias, Yazov esclareceu que foi persuadido a recorrer a Gorbatchov com um discurso penitencial para protegê-lo do artigo criminal “Traição à Pátria” e, sob a influência da fadiga, sucumbiu à persuasão dos repórteres de televisão.
Yazov foi libertado sob compromisso de não sair do país em janeiro de 1993. Foi anistiado pela Duma Federal em 1994, aceitando a anistia oferecida por Boris Iéltsin e declarando que não era culpado. Foi dispensado do serviço militar por ordem presidencial e recebeu uma arma cerimonial. Foi condecorado com a Ordem de Honra pelo presidente da Federação Russa. Yazov trabalhou posteriormente como conselheiro militar na Academia do Estado-Maior.
Apesar de ter sido escolhido por Gorbatchov para o cargo de ministro da Defesa, William Odom, em seu livro The Collapse of the Soviet Military (O colapso das forças armadas soviéticas), repete a descrição de Alexander Yakovlev sobre Yazov como um “oficial medíocre”, “apto para comandar uma divisão, mas nada mais”. Odom sugere que Gorbatchov estava procurando apenas “carreiristas que seguissem ordens, quaisquer ordens”.
Em março de 2019, Yazov foi julgado in absentia e condenado por crimes de guerra por um tribunal lituano por seu papel durante os eventos de janeiro, e sentenciado a 10 anos de prisão. A Rússia denunciou o julgamento como politicamente motivado e se recusou a extraditar Yazov.

## Morte

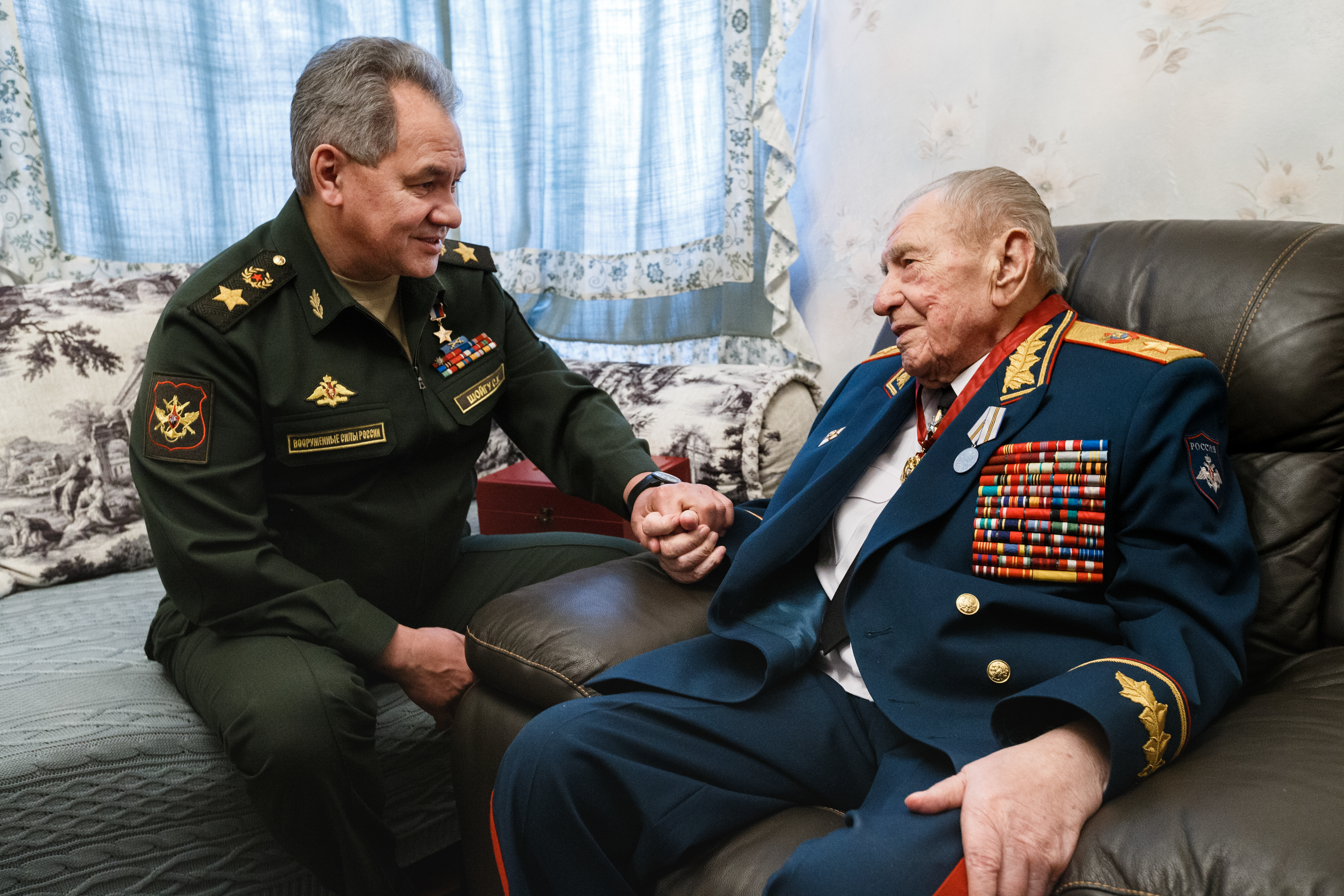
Yazov (à direita) e o Ministro da Defesa Sergei Shoigu em 4 de fevereiro de 2020

Yazov morreu em Moscou na manhã de 25 de fevereiro de 2020, aos 95 anos, em decorrência do que o Ministério da Defesa da Rússia descreveu como "uma doença grave e prolongada".
O presidente da Rússia, Vladimir Putin, o ministro da Defesa, general do exército Sergei Shoigu, o presidente de Belarus, Aleksandr Lukashenko, e a liderança do Partido Comunista da Federação Russa expressaram condolências pela sua morte. Ele foi sepultado com honras militares em 27 de fevereiro, no Cemitério Memorial Militar Federal, nos arredores de Moscou. O caixão, coberto com a bandeira nacional da Rússia, foi conduzido ao túmulo sobre um transportador de canhão, acompanhado por uma companhia da guarda de honra e sob salvas de tiros de artilharia. No dia 24 de abril de 2021, foi inaugurado um monumento em seu túmulo.
Exatamente três semanas antes de sua morte, Yazov recebeu das mãos do ministro da Defesa a Ordem “Pelo Mérito à Pátria” de 3ª classe e a medalha do jubileu “75 anos de Vitória na Grande Guerra Patriótica 1941–1945”.
Ele é um dos três Marechais da União Soviética sepultados fora da cidade de Moscou. Vasili Chuikov foi enterrado, conforme seu testamento, em Volgogrado, na colina Mamayev, aos pés do monumento “A Mãe-Pátria”, enquanto Yazov, assim como Vasili Petrov, está sepultado no Memorial Federal “Panteão dos Defensores da Pátria”, em Mytishchi, na região metropolitana de Moscou.

## Família
O primeiro casamento foi com Ekaterina Feodorovna Zhuravlyova (26 de novembro de 1922 – 13 de janeiro de 1975). Eles se conheceram em março de 1943 e se casaram em 1946. Ela está sepultada no Cemitério de Vostryakovo.
O segundo casamento foi com Emma Evgeneevna (4 de setembro de 1932 – 25 de junho de 2017), também sepultada no mesmo cemitério.
Yazov teve três filhos e sete netos. A filha mais velha, Larisa (1947–1949), morreu aos dois anos após cair em água fervente. O filho Igor (1950–1994) foi navegador de submarino e capitão de segunda classe. A filha mais nova, Elena (nascida em 1953), é médica neurologista e, após o casamento, passou a se chamar Elena Losik. Ela é casada com Aleksandr, filho do marechal de tropas blindadas Oleg Losik. Um dos netos de Yazov morreu em um acidente de carro aos 16 anos.

## Prêmios e honrarias

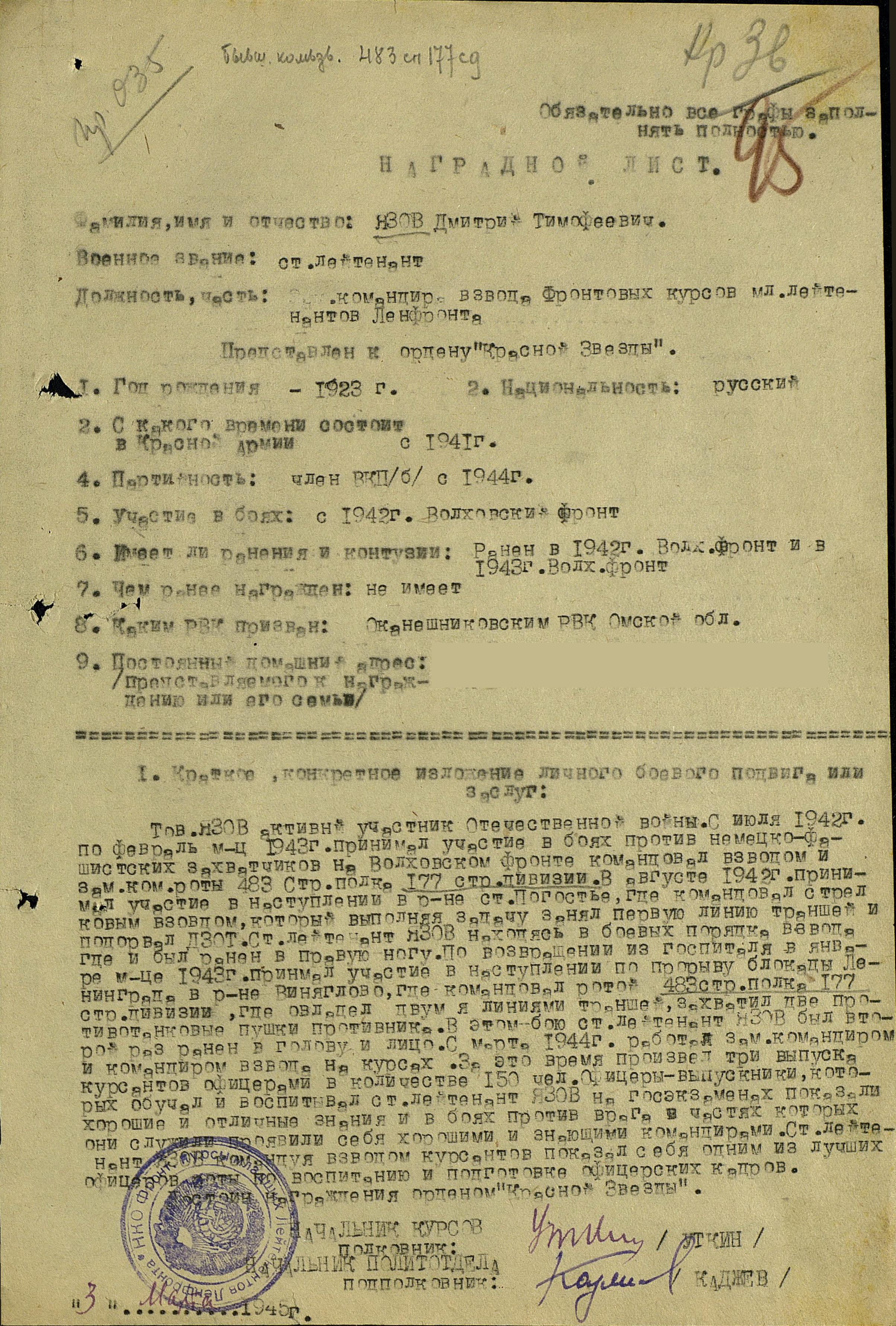
Formulário de nomeação para a concessão da Ordem da Estrela Vermelha ao tenente sênior Yazov, em 3 de março de 1945.

### União Soviética
- Ordem de Lenin, (por duas vezes)[32]
- Ordem da Revolução de Outubro
- Ordem do Estandarte Vermelho
- Ordem da Guerra Patriótica, 1ª classe
- Ordem da Estrela Vermelha
- Ordem "Por Serviço à Pátria nas Forças Armadas da URSS", 3ª classe
- Medalha "Por Mérito de Batalha"
- Medalha "Por Serviço Impecável", 1ª e 2ª classes
- Medalha "Por Distinção na Guarda da Fronteira Estatal da URSS"
- Medalha "Veterano das Forças Armadas da URSS"
- Medalha "Pelo Fortalecimento da Cooperação Militar"
- Medalha "Pelo Desenvolvimento das Terras Virgens"
- Medalha "Pela Defesa de Leningrado"
- Medalhas do Jubileu

### Federação Russa
- Ordem "Por Mérito da Pátria", 3ª e 4ª classe[33]
- Ordem de Honra[34][35]
- Ordem de Alexandre Nevsky
- Medalhas do Jubileu

### Estrangeiro
- Ordem do Estandarte Vermelho (Afeganistão)
- Ordem da "Amizade dos Povos" (Afeganistão)
- Medalha "Pelo fortalecimento da amizade nas armas" (Bulgária)
- Ordem de Che Guevara (Cuba)
- Ordem do Estandarte Vermelho (Checoslováquia)
- Ordem de Scharnhorst (Alemanha Oriental)
- Medalha "20 anos de independência da República do Cazaquistão"
- Medalha "30 anos da Vitória sobre o Japão" (Mongólia)
- Medalha "40 anos da Vitória de Khalkhin Gol" ( Mongólia )
- Medalha "50 Anos da Revolução Popular Mongol" (Mongólia)
- Ordem do Mérito Civil, 1ª classe (Síria)

## Memória
Em 2 de fevereiro de 2022, o Conselho Municipal de Omsk aprovou a decisão de nomear uma das novas ruas da cidade em homenagem a Yazov. Segundo a resolução, o nome será atribuído a uma rua projetada paralelamente à rua Rokossovsky, na área prevista para edificações residenciais de vários andares, delimitada pelas ruas Lukashevich, Rokossovsky e 3ª Lyubinskaya.

## Na cultura
No documentário Amanhã tudo será diferente (2009), foi interpretado por Nikolai Ryabkov.
No filme Iéltsin: Três dias em agosto (2011), foi interpretado por Felix Antipov.
Na série RDA (2024), foi interpretado por Vladimir Yumatov.